# Tuoba zograffi
Tuoba zograffi är en mångfotingart som först beskrevs av Henri W. Brölemann 1900.  Tuoba zograffi ingår i släktet Tuoba och familjen storjordkrypare. Inga underarter finns listade i Catalogue of Life.